# Docking e berthing di un veicolo spaziale
Il docking e berthing di un veicolo spaziale è l'unione di due veicoli spaziali che può essere temporanea o semipermanente, come per i moduli delle stazioni spaziali.
Per docking si intende specificamente l'unione di due veicoli spaziali separati in volo libero. Con berthing si riferisce alle operazioni di unione in cui un modulo/veicolo inattivo viene posizionato nell'interfaccia di unione di un altro veicolo spaziale utilizzando un braccio robotico, come il Canadarm2. Poiché il moderno processo di unberthing richiede più lavoro da parte dell'equipaggio e richiede molto tempo, le operazioni di berthing non sono adatte per una rapida evacuazione dell'equipaggio in caso di emergenza per i veicoli con equipaggio.

## Storia

### Docking
La capacità di docking dei veicoli spaziali dipende dal rendezvous, dalla capacità di due veicoli spaziali di trovarsi a vicenda e dal riuscire a rimanere nella stessa orbita. Questo è stato sviluppato per la prima volta dagli Stati Uniti durante il Progetto Gemini. Era stato pianificato che l'equipaggio del Gemini 6 si incontrasse e eseguisse un docking manualmente sotto il comando di Wally Schirra, con un Agena Target Vehicle senza equipaggio nell'ottobre 1965, ma il veicolo Agena esplose durante il lancio. Nella missione modificata Gemini 6, Schirra eseguì con successo un rendezvous nel dicembre 1965 con il Gemini 7 con equipaggio a bordo, avvicinandosi fino a 0,3 metri, ma senza eseguire un docking tra i due veicoli spaziali Gemini. Il primo docking con un Agena fu eseguito con successo sotto il comando di Neil Armstrong in Gemini 8 il 16 marzo 1966. Dei docking manuali furono eseguiti in tre successive missioni Gemini nel 1966.

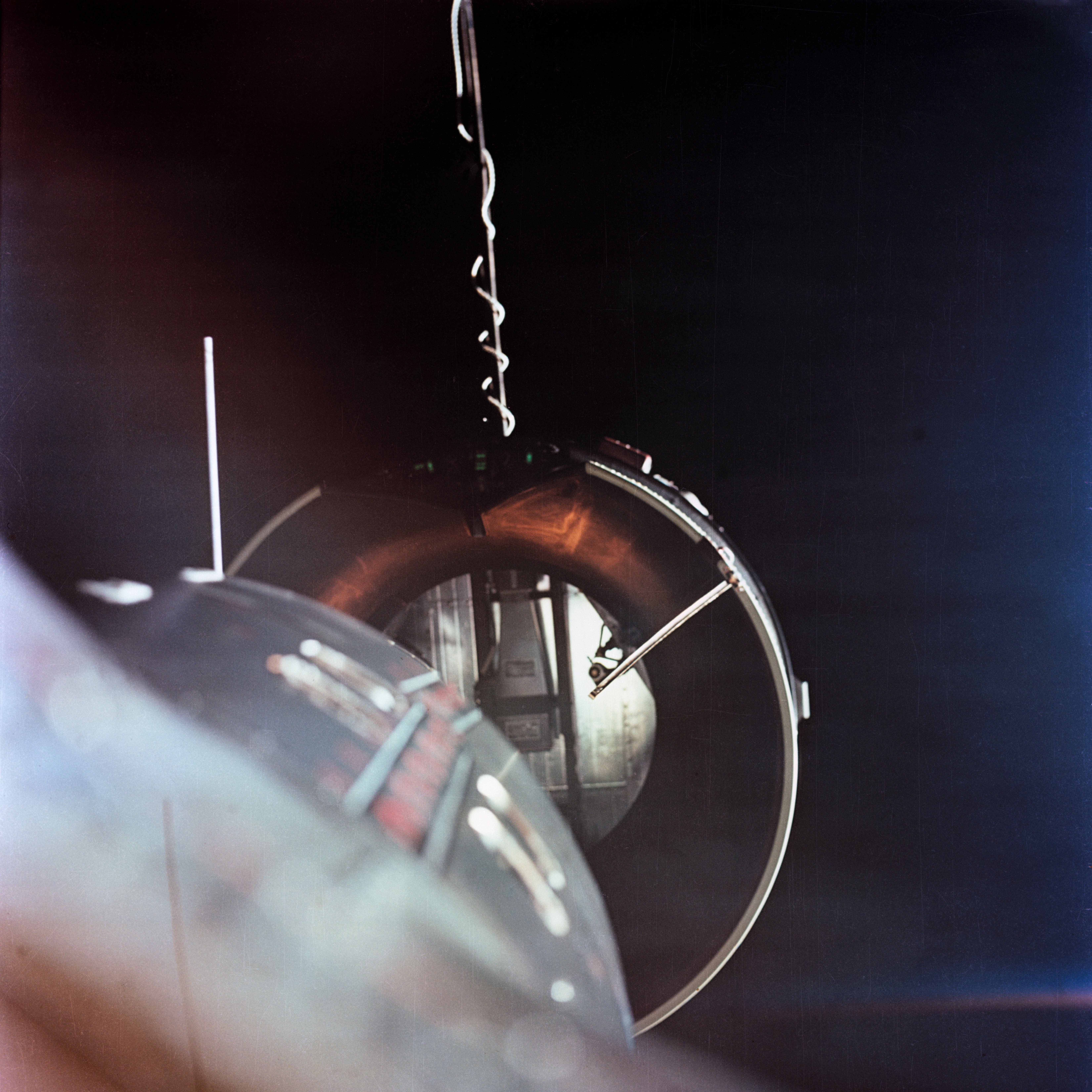
Il primo docking di un veicolo spaziale venne effettuato tra la Gemini 8 e un Agena Target Vehicle senza equipaggio il 16 marzo 1966

Il programma Apollo dipendeva da un rendezvous in orbita lunare per raggiungere il suo obiettivo di far sbarcare gli uomini sulla Luna. Ciò ha richiesto prima una manovra di Transposition, docking, and extraction tra il Modulo di comando e servizio Apollo (CSM) e il lander Modulo lunare Apollo (LEM), brevemente dopo che entrambe le navicelle raggiunsero l'orbita terrestre su una traiettoria verso la Luna. Quindi, dopo aver completato la fase di allunaggio, i due astronauti nel LEM hanno dovuto eseguire un rendezvous e docking al CSM in orbita lunare, per poter tornare sulla Terra. I veicoli spaziali sono stati progettati per consentire il trasferimento dell'equipaggio all'interno del veicolo attraverso un tunnel tra la parte anteriore del Modulo di comando e il tetto del Modulo lunare. Queste manovre furono dimostrate per la prima volta in orbita terrestre bassa il 7 marzo 1969, su Apollo 9, poi in orbita lunare nel maggio 1969 su Apollo 10, quindi in sei missioni di allunaggio, come così come su Apollo 13 dove il LEM fu utilizzato come veicolo di salvataggio invece di effettuare un allunaggio.
A differenza degli Stati Uniti, che utilizzarono il docking pilotato manualmente durante i programmi Apollo, Skylab e Space Shuttle, l'Unione Sovietica impiegò sistemi di docking automatizzati fin dai suoi primi tentativi di docking. Il primo di questi sistemi, Igla, fu testato con successo il 30 ottobre 1967 quando due veicoli Sojuz senza equipaggio, i veicoli Cosmos 186 e Cosmos 188, eseguirono automaticamente un docking tra loro in orbita. Questo fu il primo docking sovietico riuscito. Procedendo ai docking con equipaggio, l'Unione Sovietica eseguì per la prima volta il rendezvous della Sojuz 3 con la Sojuz 2 senza equipaggio il 25 ottobre 1968; il tentativo di docking non ebbe successo. Il primo docking con equipaggio riuscito fu effettuato il 16 gennaio 1969, tra la Sojuz 4 e la Sojuz 5. Questa prima versione della navicella spaziale Sojuz non era dotata di un tunnel di trasferimento interno, quindi i due cosmonauti dovettero eseguire un trasferimento extraveicolare dalla Sojuz 5 alla Sojuz 4, atterrando su una navicella spaziale diversa da quella con cui erano stati lanciati.
Negli anni '70, l'Unione Sovietica migliorò la navicella spaziale Sojuz aggiungendo un tunnel di trasferimento interno e lo utilizzò per trasferire i cosmonauti durante il programma della stazione spaziale Saljut con la prima visita di successo alla stazione spaziale a partire dal 7 giugno 1971, quando Sojuz 11 eseguì un docking con la Saljut 1. Gli Stati Uniti seguirono l'esempio, eseguendo un docking con la propria navicella spaziale Apollo alla stazione spaziale Skylab nel maggio 1973. Nel luglio 1975, le due nazioni cooperarono nel Programma test Apollo-Sojuz, eseguendo il docking di una navicella Apollo con una Sojuz utilizzando un modulo di docking appositamente progettato per accogliere i diversi sistemi di docking e le atmosfere dei veicoli spaziali.
A partire da Saljut 6 nel 1978, l'Unione Sovietica iniziò a utilizzare il veicolo spaziale cargo senza equipaggio Progress per rifornire le sue stazioni spaziali nell'orbita terrestre bassa, estendendo notevolmente la durata della permanenza dell'equipaggio. Essendo una navicella spaziale senza equipaggio, la Progress doveva eseguire il rendezvous e il docking con le stazioni spaziali in modo del tutto automatico. Nel 1986, il sistema di docking Igla fu sostituito con il sistema di docking Kurs a bordo della navicella spaziale Sojuz. La navicella spaziale Progress ricevette lo stesso aggiornamento diversi anni dopo.
Il sistema Kurs è ancora (al 2024) utilizzato per il docking al Segmento orbitale russo della Stazione spaziale internazionale.

### Berthing

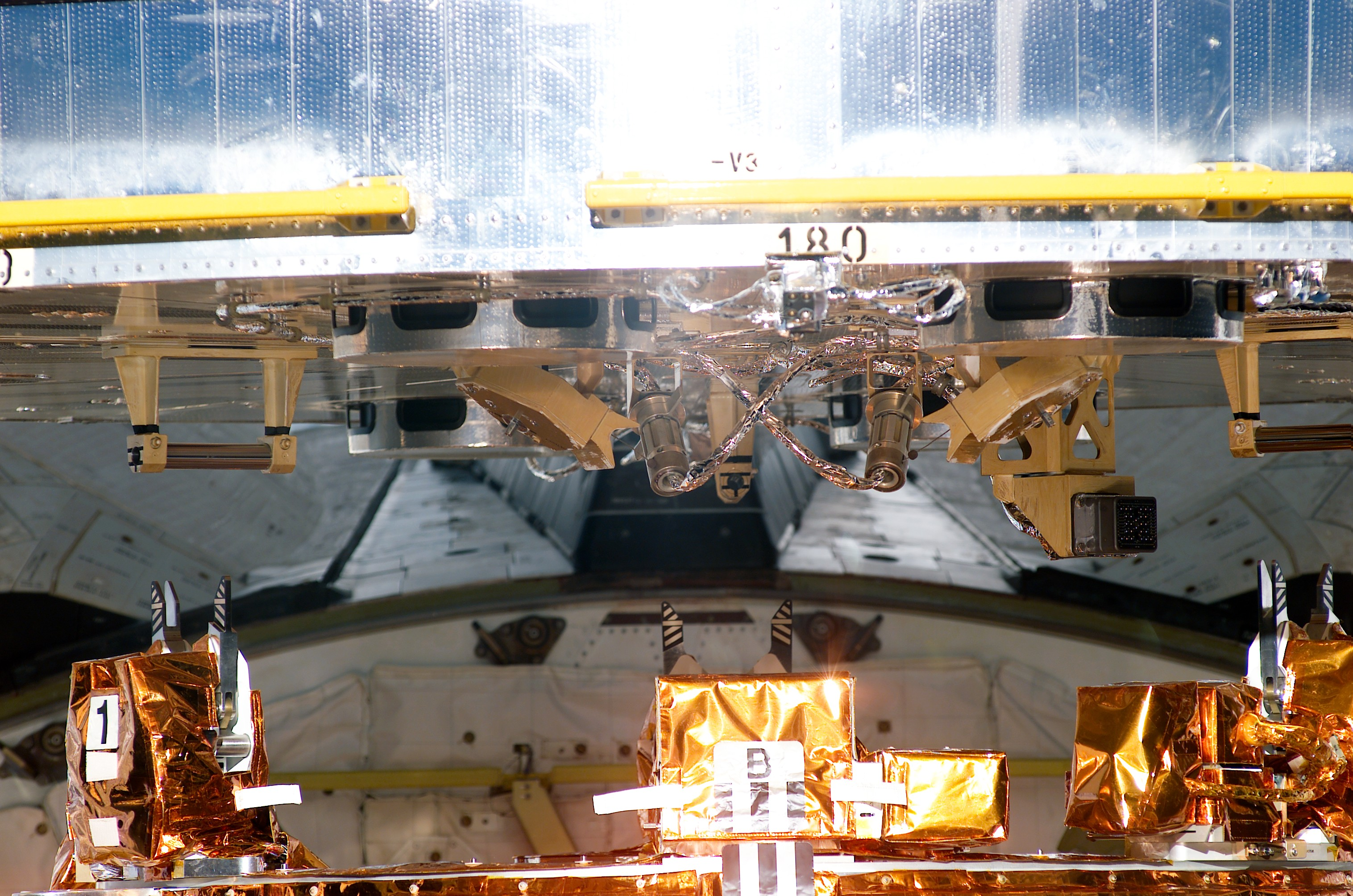
Flight Support Structure nella stiva del carico utile del Columbia sotto il segno dei 180 gradi sul piano -V3 del Telescopio spaziale Hubble durante STS-109

Il Berthing dei veicoli spaziali veniva usato almeno sin dal berthing dei carichi utili nella stiva di carico dello Space Shuttle. Tali carichi utili potevano essere veicoli spaziali in volo libero catturati per manutenzione/rientro sulla Terra, o carichi utili temporaneamente esposti all'ambiente spaziale alla fine del Remote Manipulator System. Durante l'era dello Space Shuttle furono utilizzati diversi meccanismi di berthing. Alcuni di essi erano caratteristiche della stiva di carico dello Shuttle (ad esempio, il Payload Retention Latch Assembly), mentre altri erano apparecchiature di supporto aereo (ad esempio, la Flight Support Structure utilizzata per le missioni di manutenzione del telescopio Hubble).

## Hardware

### Androgino
I sistemi di docking/berthing possono essere androgini (senza genere) o non androgini (con genere,  maschio/femmina), indicando quali parti del sistema possono unirsi insieme.
I primi sistemi per unione veicoli spaziali erano tutti progetti di sistemi di docking non androgini. I modelli non androgini sono una forma di unione di genere
 dove ogni veicolo spaziale è dotato di un design unico (maschio o femmina) e un ruolo specifico da svolgere nel processo di docking. I ruoli non possono essere invertiti. Inoltre, due veicoli spaziali dello stesso genere non possono unirsi tra loro. Il docking androgino (e successivamente il berthing androgino) ha invece un'interfaccia identica su entrambi i veicoli spaziali. In un'interfaccia androgina, esiste un singolo design che può connettersi a un suo duplicato. Ciò consente una ridondanza a livello di sistema (inversione di ruolo), nonché il salvataggio e la collaborazione tra due veicoli spaziali qualsiasi. Fornisce inoltre una progettazione della missione più flessibile e riduce l'analisi e l'addestramento specifici per una singola missione.

### Lista di meccanismi/sistemi
| Immagine | Nome                                                | Metodo             | Trasferimento interno dell'equipaggio | Note | Tipo                                                                                                 |
| -------- | --------------------------------------------------- | ------------------ | ------------------------------------- | --- | --- |
|          | Gemini Docking Mechanism                            | Docking            | No                                    | Permise al veicolo spaziale Gemini (attivo) di attraccare al Agena Target Vehicle (passivo). | Non androgino                                                                                        |
|          | Apollo Docking Mechanism                            | Docking            | Sì                                    | Permise al Modulo di comando e servizio Apollo (attivo) di eseguire un docking con il Modulo lunare Apollo (passivo) e la stazione spaziale Skylab (passivo). È stato utilizzato per eseguire un docking al Docking Module adapter (passivo) durante il Programma test Apollo-Sojuz (ASTP), che ha permesso all'equipaggio di eseguire un docking con un veicolo spaziale sovietico Sojuz 7K-TM. Aveva un diametro circolare di passaggio di 81 cm. | Non androgino                                                                                        |
|          | Sistema di docking originale probe-and-drogue russo | Docking            | No                                    | Il sistema di docking originale probe-and-drogue della Sojuz è stato utilizzato con la navicella spaziale di prima generazione Sojuz 7K-OK dal 1966 fino al 1970 per la raccolta di dati ingegneristici in vista del programma della stazione spaziale sovietica. I dati raccolti furono successivamente utilizzati per la conversione della navicella spaziale Soyuz – inizialmente sviluppata per il Programma lunare sovietico – in un veicolo da trasporto della stazione spaziale. Un primo docking con due veicoli spaziali Sojuz senza equipaggio – il primo docking spaziale completamente automatizzato nella storia del volo spaziale – fu effettuato con le missioni Cosmos 186 e Cosmos 188 il 30 ottobre 1967. | Non androgino                                                                                        |
|          | Kontakt docking system                              | Docking            | No                                    | Destinato ad essere utilizzato nel Programma lunare sovietico per consentire alla Sojuz 7K-LOK ("Veicolo orbitale lunare", attivo) di eseguire un docking con il Modulo lunare LK (passivo). | Non androgino                                                                                        |
|          | SSVP-G4000                                          | Docking            | Sì                                    | SSVP-G4000 è anche conosciuto più gergalmente come "sonda cono russo" ("probe and drogue") o semplicemente "Russian Docking System" (RDS). In russo SSVP sta per Sistema Stykovki i Vnutrennego Perekhoda; Система стыковки и внутреннего перехода, letteralmente "Sistema di docking e trasferimento interno". Fu utilizzato per il primo docking a una stazione spaziale nella storia del volo spaziale, con le missioni Sojuz 10 e Sojuz 11 che eseguirono un docking con la stazione spaziale sovietica Saljut 1 nel 1971. Il sistema di docking venne aggiornato a metà degli anni '80 per consentire il docking di moduli da 20 tonnellate alla stazione spaziale Mir. È dotato di un passaggio di trasferimento circolare di 80 cm di diametro ed è prodotto da RKK Ėnergija. Il sistema sonda cono consente ai veicoli spaziali in visita di utilizzare l'interfaccia di docking probe, come i veicoli Sojuz, Progress e, in passato, ATV dell'ESA per eseguire il docking con le stazioni spaziali che offrono un boccaporto con un'interfaccia cono, come la precedente Saljut e Mir o l'attuale Stazione spaziale internazionale (ISS). Al 2024 ci sono un totale di quattro boccaporti di docking disponibili sul Segmento orbitale russo della ISS per i veicoli spaziali in visita; Questi si trovano sui moduli Zvezda, Rassvet, Poisk e Prichal. Inoltre, il sistema sonda cono è stato utilizzato sulla ISS per attraccare Rassvet in modo semipermanente a Zarja. | Non androgino                                                                                        |
|          | APAS-75                                             | Docking            | Sì                                    | Utilizzato sul Docking Module di Programma test Apollo-Sojuz e Sojuz 7K-TM. Esistevano variazioni nel design tra la versione statunitense e quella sovietica, ma erano ancora meccanicamente compatibili. | Androgino                                                                                            |
|          | APAS-89                                             | Docking            | Sì                                    | Utilizzato su Mir (Kristall, Mir Docking Module), Sojuz TM-16, Buran (all'epoca pianificato). Aveva un passaggio di trasferimento circolare con un diametro di 80 cm. | Androgino (Sojuz TM-16), Non androgino (Kristall, Mir Docking Module)                                |
|          | APAS-95                                             | Docking            | Sì                                    | È stato utilizzato per i docking dello Space Shuttle alla Mir e alla ISS. Sulla ISS, è stato utilizzato anche sul modulo Zarja del Segmento orbitale russo per interfacciarsi con il PMA-1 sul modulo Unity del Segmento orbitale americano Ha un diametro di 80 cm. Descritto come "essenzialmente uguale a" APAS-89. | Androgino (Shuttle, Zarja e PMA-1), Non Androgino (PMA-2 e PMA-3)                                    |
|          | SSVP-M8000 (Hybrid Docking System)                  | Docking            | Sì                                    | SSVP-M8000 o più comunemente noto come "ibrido", è una combinazione di un meccanismo cattura debole sonda cono con un collare di cattura solida APAS-95. Ha iniziato a essere prodotto nel 1996. È stato prodotto da RKK Energia. Utilizzato sulla ISS (unisce Zvezda a Zarja, Poisk a Nauka, Nauka a Prichal e, in passato, Zvezda a Pirs) | Non androgino                                                                                        |
|          | Common Berthing Mechanism                           | Berthing           | Sì                                    | Utilizzato sulla ISS (USOS), MPLM, HTV, SpaceX Dragon 1, Cygnus. Il CBM standard ha un passaggio di forma quadrata con bordi arrotondati e ha una larghezza di 127 cm. Il boccaporto utilizzato da Cygnus risulta avere un passaggio di trasferimento della stessa forma ma con una larghezza di 94 cm. | Non androgino                                                                                        |
|          | Chinese Docking Mechanism                           | Docking            | Sì                                    | Utilizzato dal veicolo spaziale Shenzhou, a partire da Shenzhou 8, per eseguire un docking alle stazioni spaziali cinesi. Il meccanismo di docking cinese si basa sul sistema russo APAS-89/APAS-95; alcuni lo hanno definito un "clone". Ci sono stati rapporti contraddittori da parte dei cinesi sulla sua compatibilità con APAS-89/95. Ha un passaggio di trasferimento circolare con un diametro di 80 cm. La variante androgina ha una massa di 310 kg e la variante non androgina ha una massa di 200 kg. Utilizzato per la prima volta sulla stazione spaziale Tiangong 1 e sarà utilizzato nelle future stazioni spaziali cinesi e con i futuri veicoli cinesi di rifornimento cargo. | Androgino (Shenzhou) Non androgino (Tiangong 1)                                                      |
|          | International Docking System Standard (IDSS)        | Docking o Berthing | Sì                                    | Utilizzato sull'International Docking Adapter della ISS, SpaceX Dragon 2, Boeing Starliner e sui veicoli futuri. Il diametro del passaggio di trasferimento circolare è 80 cm. L'International Berthing and Docking Mechanism (IBDM) è un'implementazione dell'IDSS da utilizzare sui veicoli spaziali dell'Agenzia spaziale europea. L'IDBM verrà utilizzato anche su Dream Chaser. | Attivo, Passivo, o androgino (cioè entrambi). Attivo (Commercial Crew Vehicle, Orion); Passivo (IDA) |
|          | ASA-G/ASP-G                                         | Berthing           | Sì                                    | Utilizzato dall'airlock di Nauka, per berthing al boccaporto a prua di Nauka. Il meccanismo di berthing è un derivato ibrido unico del sistema russo APAS-89/APAS-95 in quanto ha 4 petali invece di 3 insieme a 12 ganci strutturali ed è una combinazione di un meccanismo di cattura debole attiva "sonda cono" a babordo e target passivo sull'airlock. | Non-Androgynous                                                                                      |
|          | SSPA-GB 1/2 (Hybrid Docking System)                 | Docking            | Sì                                    | È una versione ibrida passiva modificata di SSVP-M8000. Utilizzato sulla ISS (boccaporti laterali di Prichal per possibili futuri moduli aggiuntivi) | Non androgino                                                                                        |

### Adattatori
Un adattatore di docking o di berthing è un dispositivo meccanico o elettromeccanico che facilita il collegamento di un tipo di interfaccia di docking o di berthing a un'interfaccia diversa. Sebbene tali interfacce possano teoricamente essere docking/docking, docking/berthing o berthing/berthing, fino ad oggi nello spazio sono stati implementati solo i primi due tipi. Gli adattatori già lanciati in precedenza e quelli di cui è previsto il lancio sono elencati di seguito:
- ASTP Docking Module: Un modulo airlock che ha convertito U.S. Probe and Drogue in APAS-75. Costruito da Rockwell International per la missione Apollo-Soyuz Test Project del 1975.[31]
- Pressurized Mating Adapter (PMA): Converte un Common Berthing Mechanism attivo in APAS-95. Tre PMA sono collegati all'ISS, PMA-1 e PMA-2 furono lanciati nel 1998 su STS-88, PMA-3 alla fine del 2000 su STS-92. PMA-1 viene utilizzato per collegare il modulo Zarja con il Node 1 Unity, gli Space Shuttle utilizzavano PMA-2 e PMA-3 per il docking.
- International Docking Adapter (IDA):[32] Converte APAS-95 nell'International Docking System Standard (IDSS). L'IDA-1 era previsto fosse lanciato con la missione di rifornimento SpaceX CRS-7 e agganciato al PMA posizionato nel boccaporto a prua del Node 2 Harmony ma andò perso durante il lancio fallito.[32][33] IDA-2 è stato lanciato su SpaceX CRS-9 e collegato al PMA a prua del Nodo-2.[32][33] IDA-3, il sostituto di IDA-1, fu lanciato su SpaceX CRS-18 e collegato al PMA zenith del Nodo 2 Harmony.[34] L'adattatore è compatibile con l'IDSS, che è un tentativo da parte del ISS Multilateral Coordination Board di creare un sistema di docking standard.[35]
- APAS to SSVP: Converte il Hybrid Docking System passivo in SSVP-G4000 passivo.[36] L'anello di docking inizialmente utilizzato per il docking della Sojuz MS-18 e della Progress MS-17 a Nauka fino al suo distacco con la Progress MS-17 in vista dell'arrivo del modulo Prichal all ISS.[37] Questo adattatore è denominato SSPA-GM. È stato realizzato per i boccaporti nadir di Nauka e nadir di Prichal della Stazione Spaziale Internazionale, dove i veicoli spaziali Sojuz e Progress dovevano eseguire un docking a un boccaporto progettato per i moduli. Prima della rimozione dell'SSPA-GM, l'anello di docking aveva un diametro di 80 cm che son diventi 120 cm dopo la rimozione.

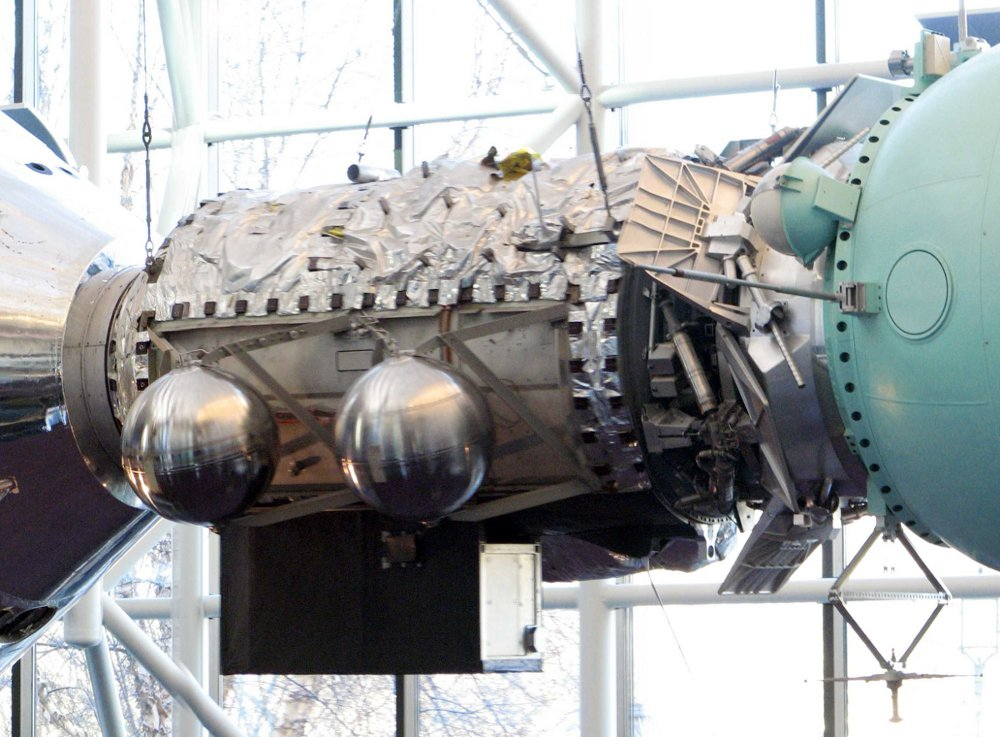
ASTP Docking Module
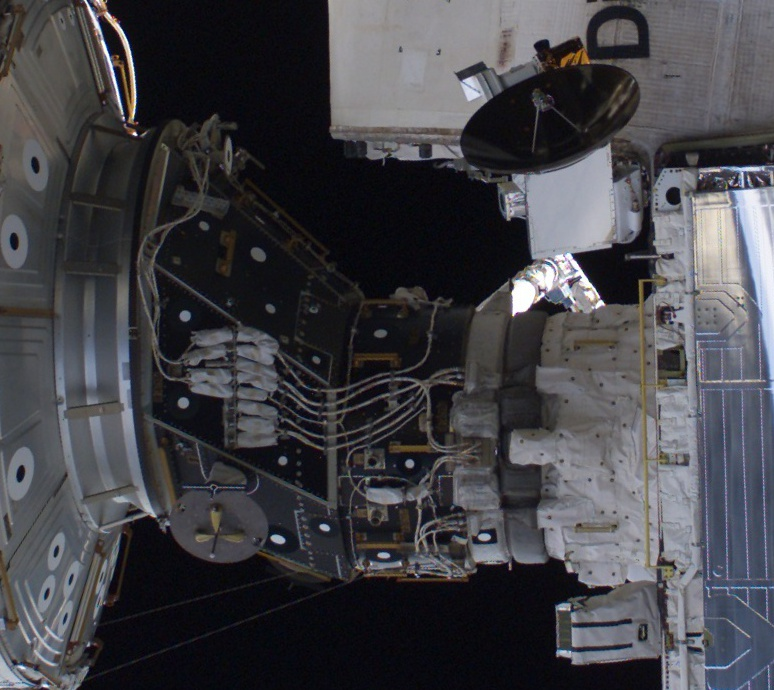
Pressurized Mating Adapter (PMA)
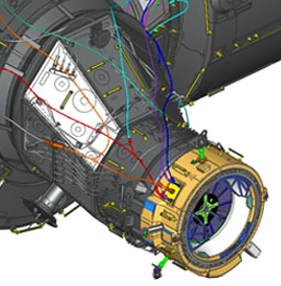
International Docking Adapter (IDA)
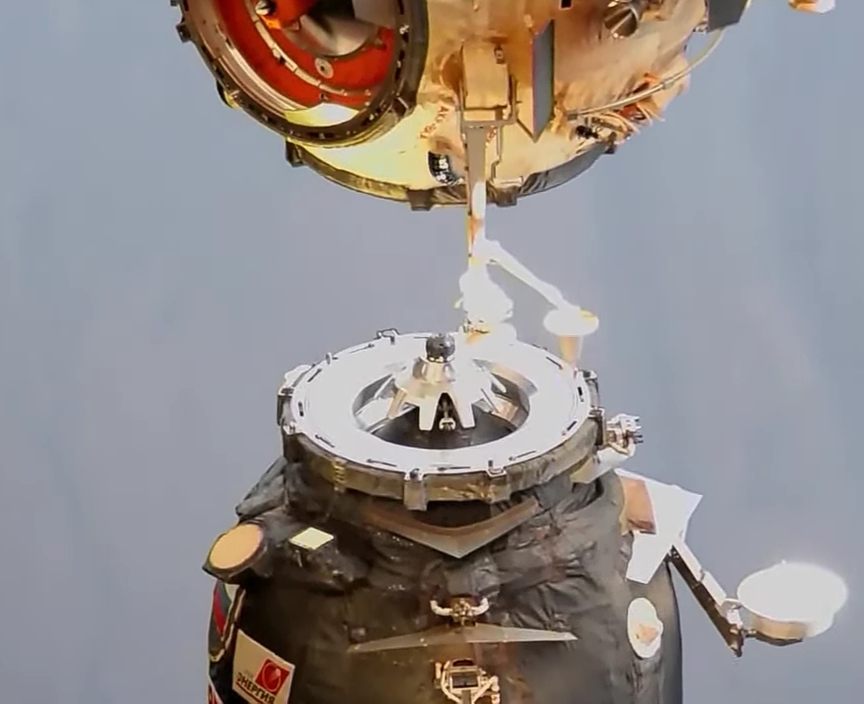
APAS to SSVP (SSVPA-GM) Docking Ring

## Docking di una navicella senza equipaggio

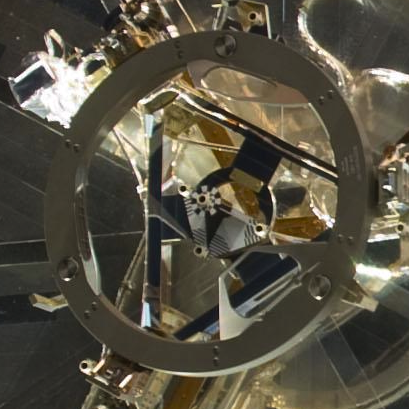
Il Soft-Capture Mechanism (SCM) è stato aggiunto nel 2009 al Telescopio spaziale Hubble. Lo SCM consente sia alle navicelle con equipaggio che a quelle senza equipaggio che utilizzano il NASA Docking System (NDS) di eseguire un docking all'Hubble.

Per i primi cinquant'anni di volo spaziale, l'obiettivo principale della maggior parte delle missioni di docking e berthing era trasferire l'equipaggio, costruire o rifornire una stazione spaziale o testare un certo tipo di missione (ad esempio il docking tra Cosmos 186 e Cosmos 188). Pertanto, di solito almeno uno dei veicoli spaziali partecipanti era dotato di equipaggio, con un target dotato di un volume abitabile pressurizzato (ad esempio una stazione spaziale o un lander lunare) come obiettivo: le eccezioni erano alcune missioni di docking sovietiche completamente senza equipaggio (ad esempio i docking di Cosmos 1443 e Progress 23 verso la Saljut 7 senza equipaggio o Progress M1-5 verso una Mir disabitata. Un'altra eccezione sono state alcune missioni dello Space Shuttle statunitense con equipaggio, come i berthing dell'Hubble Space Telescope (HST) durante le cinque missioni di servizio dell'HST. La missione giapponese ETS-VII (soprannominata "Hikoboshi e Orihime") nel 1997 è stata progettata per testare rendezvous e docking senza equipaggio, ma è stata lanciata come un unico veicolo spaziale che si è separato per poi ricongiungersi.
Le modifiche riguardo alle navicelle con equipaggio sono iniziate nel 2015, quando sono stati pianificati una serie di docking commerciali economicamente vantaggiosi di veicoli spaziali senza equipaggio. Nel 2011, due fornitori di veicoli spaziali commerciali hanno annunciato l'intenzione di fornire veicoli spaziali di rifornimento senza equipaggio autonomo/teleoperati per la manutenzione di altri veicoli spaziali senza equipaggio. In particolare, entrambi questi veicoli spaziali di manutenzione intendevano eseguire un docking a satelliti che non erano progettati per il docking, né per la manutenzione nello spazio.
Il primo modello di business per questi servizi era principalmente in orbita quasi-geosincrona, sebbene fossero previsti anche servizi di manovre orbitali con un grande delta-v.
Basandosi sulla missione Orbital Express del 2007: una missione sponsorizzata dal Governo federale degli Stati Uniti d'America per testare la manutenzione dei satelliti nello spazio con due veicoli progettati da zero per il rifornimento in orbita e la sostituzione dei sottosistemi: due società hanno annunciato piani per missioni di manutenzione dei satelliti commerciali che richiederebbero il docking di due veicoli senza equipaggio.
- Space Infrastructure Servicing (SIS) è un veicolo spaziale sviluppato dall'azienda aerospaziale canadese MacDonald, Dettwiler and Associates (MDA) — produttore del Canadarm — per operare come deposito di propellente su piccola scala nello spazio rifornimento di satelliti per comunicazioni in orbita geosincrona. Intelsat era un partner per i requisiti e finanziatore per il satellite dimostrativo iniziale, previsto per il lancio nel 2015.[39][40]
- Mission Extension Vehicle (MEV)[41] era un veicolo spaziale sviluppato nel 2011 dagli azienda statunitense ViviSat, una joint venture 50/50 delle aziende aerospaziali U.S. Space e ATK, per operare come deposito di propellente per satelliti su piccola scala nello spazio.[38] Il MEV eseguirebbe un docking ma non trasferirebbe il propellente. Piuttosto utilizzerebbe "i propri propulsori per fornire controllo di assetto per l'obiettivo."[38] I veicoli SIS e MEV prevedevano ciascuno di utilizzare una tecnica di docking diversa. Il SIS prevedeva di utilizzare un anello di fissaggio attorno al motore d'apogeo[42] mentre il MEV utilizzerebbe l'approccio un po' più standard di inserire-una-sonda-nell'ugello-del-motore-d'apogeo.[38]

Un importante veicolo spaziale che ha ricevuto un meccanismo di docking senza equipaggio è il Hubble Space Telescope (HST). Nel 2009 la missione Shuttle STS-125 ha aggiunto il Soft-Capture Mechanism (SCM) alla paratia di poppa del telescopio spaziale. L'SCM è pensato per docking con veicoli non pressurizzati e verrà utilizzato alla fine della vita di servizio di Hubble per permettere un docking con un veicolo spaziale senza equipaggio per deorbitare Hubble. L'SCM utilizzato è stato progettato per essere compatibile con l'interfaccia del NASA Docking System (NDS) per riservare la possibilità di una missione di manutenzione.
L'SCM, rispetto al sistema utilizzato durante le cinque missioni di servizio dell'HST per catturare e berthing l'HST allo Space Shuttle, ridurre significativamente le complessità di progettazione dei rendezvous e delle catture associati a tali missioni. L'NDS ha qualche somiglianza con il meccanismo APAS-95, ma non è compatibile con esso.

## Docking non cooperativi
Il docking con un veicolo spaziale (o altro oggetto spaziale creato dall'uomo) che non dispone di un sistema di controllo di assetto funzionante potrebbe a volte essere auspicabile, sia per salvarlo, sia per avviare un rientro atmosferico controllato. Finora sono state proposte alcune tecniche teoriche per il docking con veicoli spaziali non cooperativi. Tuttavia, con la sola eccezione della missione Sojuz T-13 il cui scopo era salvare la stazione spaziale Saljut 7 danneggiata, al 2006 tutti i docking di veicoli spaziali nei primi cinquant'anni di volo spaziale erano stati realizzati con veicoli in cui entrambi i veicoli spaziali coinvolti erano sotto un controllo di assetto pilotato, autonomo o telerobotico.
Nel 2007, tuttavia, è stata effettuata una missione dimostrativa che includeva un test iniziale di un veicolo spaziale non cooperativo catturato da un veicolo spaziale controllato con l'uso di un braccio robotico.
 Il lavoro di ricerca e modellazione continua al fine di supportare ulteriori missioni autonome di cattura non cooperativa nei prossimi anni.

### Missione di salvataggio della Saljut 7
La Saljut 7, la decima stazione spaziale di qualsiasi tipo ad essere lanciata, e la Sojuz T-13 eseguirono un docking in quella che l'autore David S. F. Portree descrive come "una delle più impressionanti imprese di riparazioni nello spazio della storia". Il tracciamento solare non riuscì e, a causa di un errore di telemetria, la stazione non segnalò il guasto al controllo missione durante il volo autonomo. Una volta esaurite le riserve di energia elettrica, la stazione cessò improvvisamente le comunicazioni nel febbraio 1985. La programmazione dell'equipaggio fu interrotta per consentire al comandante sovietico Vladimir Džanibekov e ingegnere di volo Viktor Savinych di effettuare riparazioni di emergenza.
Tutte le stazioni spaziali sovietiche e russe erano dotate di sistemi di rendezvous e docking automatici, dalla prima stazione spaziale Saljut 1 che utilizzava il sistema di doocking Igla, al Segmento orbitale russo della Stazione spaziale internazionale che utilizza il sistema Kurs. L'equipaggio della Sojuz scoprì che la stazione non trasmetteva la telemetria per il rendezvous e, dopo l'arrivo e l'ispezione esterna della stazione, l'equipaggio valutò la distanza con la stazione utilizzando un telemetro laser portatile.
Džanibekov pilotò la navicella per allinearsi con il boccaporto a prua della Saljut 7, si adeguò alla rotazione della stazione e eseguì un docking debole con la stazione. Dopo aver eseguito anche la cattura solida confermarono che l'impianto elettrico della stazione era guasto. Prima di aprire il portellone, Džanibekov e Savinych analizzarono le condizioni dell'atmosfera della stazione, trovandola soddisfacente. Vestiti con abiti invernali foderati di pelliccia, entrarono nella stazione fredda per effettuare le riparazioni. Nel giro di una settimana furono riportati in attività i sistemi sufficienti per consentire alle navicelle cargo di eseguire un docking con la stazione. Trascorsero quasi due mesi prima che le condizioni atmosferiche sulla stazione spaziale si normalizzassero.

### Docking senza equipaggio con veicoli spaziali non cooperativi

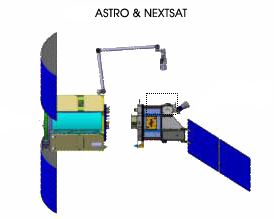
Orbital Express: ASTRO (sinistra) e NEXTSat (destra), 2007

Sono state teorizzate tecniche di rendezvous e cattura non cooperative e una missione (Orbital Express) è stata eseguita con successo con veicoli spaziali senza equipaggio in orbita.
Un approccio tipico per risolvere questo problema prevede due fasi. Innanzitutto, vengono apportate modifiche all'assetto e all'orbita alla navicella spaziale "inseguitrice" finché non ha movimenti relativi pari a zero con la navicella spaziale "bersaglio". Nella seconda fase iniziano le manovre di docking simili al tradizionale docking cooperativo dei veicoli spaziali. Si presuppone la presenza di un'interfaccia di docking standardizzata su ciascun veicolo spaziale.
La NASA ha identificato rendezvous e docking automatizzati e autonomi: la capacità di due veicoli spaziali di eseguire un rendezvous e docking "operando indipendentemente dai controllori umani e senza altro supporto, [e che richiede tecnologia] avanzata nei sensori, software e mantenimento dell'orbita in tempo reale e controllo dell'asseto, tra le altre sfide" - come tecnologia fondamentale per il "massimo successo di capacità come deposito di propellente in orbita," e anche per operazioni complesse di assemblaggio di componenti di missioni con destinazioni interplanetarie.
L'Automated/Autonomous Rendezvous & Docking Vehicle (ARDV) è una missione proposta di NASA Flagship Technology Demonstration (FTD), per il volo già nel 2014/2015. Un importante obiettivo della NASA per la missione proposta è quello di far avanzare la tecnologia e dimostrare rendezvous e docking automatizzati. Un elemento della missione definito nell'analisi del 2010 è stato lo sviluppo di un sensore laser per operazioni di prossimità che potrebbe essere utilizzato per veicoli non cooperativi a distanze comprese tra 1 metro e i 3 chilometri. I meccanismi di docking non cooperativi sono stati identificati come elementi critici della missione per il successo di tali missioni autonome.
Catturare e unirsi a oggetti spaziali non cooperativi sono stati identificati come una delle principali sfide tecniche nella roadmap della NASA del 2010 su robotica, telerobotica e sistemi autonomi.

## Fasi del docking
Una connessione di docking/berthing viene definita debole ("soft") o solida ("hard"). Tipicamente, un veicolo spaziale consegue prima un docking morbido stabilendo il contatto e agganciando il suo connettore di docking a quello del veicolo bersaglio. Una volta assicurata la connessione debole, se entrambi i veicoli spaziali sono pressurizzati, possono procedere verso un "docking solido" dove i meccanismi di docking formano un sigillo ermetico, consentendo l'apertura sicura dei portelloni interni in modo che l'equipaggio e il carico possano essere trasferiti.

## Berthing delle navicelle e dei moduli
Il docking e l'undocking descrivono le procedure di unione di un veicolo spaziale che utilizza un boccaporto di docking, senza assistenza e con l'ausilio dei propri propulsori, con un altro. Il berthing avviene quando un veicolo spaziale o un modulo non alimentato non possono utilizzare un boccaporto di docking oppure richiede assistenza per utilizzarne uno. Questa assistenza può provenire da un veicolo spaziale, come quando lo Space Shuttle ha utilizzato il suo braccio robotico per posizionare i moduli della ISS nei loro boccaporti permanenti. In modo simile, il modulo Poisk è stato berthed permanentemente a un boccaporto di docking dopo essere stato messo in posizione da un veicolo spaziale Progress modificato che è stato poi fatto deorbitare. La navicella di rifornimento Cygnus una volta raggiunta la ISS non si connette a un boccaporto di docking, ma viene posizionato in un berthing mechanism dal braccio robotico e la stazione, per poi completare l'unione. Il Common Berthing Mechanism viene utilizzato solo sul Segmento orbitale statunitense della ISS, il Segmento orbitale russo invece utilizza boccaporti di docking per i berthing permanenti.

## Docking su Marte
Il docking è stato discusso dalla NASA per quanto riguarda un Crewed Mars rover, come con Mars habitat o durante la fase di ascesa. Il veicolo di superficie marziano Space Exploration Vehicle (e gli habitat di superficie) avrebbero un grande boccaporto di docking rettangolare, circa 2 metri x 1 metro.